# Бајка о попу и његовом помоћнику Балди
Бајка о попу и његовом помоћнику Балди (рус. Сказка о попе и о работнике его Балде)) бајка је Александра Пушкина написана 13. септембра 1830. године у Болдином, а објављена постхумно 1840. године. Као основа за стварање ове бајке послужила му је руска народна баојка коју је записао у Михајловском.

## Историјат настанка бајке
Пушкин је читао бајку у лето 1831. године Николају Гогољу у Царском селу. Гогољ је писао Григорију Данилевском о томе да му је Пушкин читао „бајке руске народне - не Руслана и Људмилу, него у потпуности руске”. И даље о тој бајци: „Једна је бајка чак без стопа, само с римом и незамислива дивота". Гогољева опаска „без стопа” је повезана с тиме што је Пушкин написао бајку акценатским стихом с парном римом,  сатиричког монолога за пучко позориште.
Године 1840. руски песник Василиј Жуковски први је објавио ову бајку, али је због цензуре попа заменио трговцем Кузмом Остополом. Тек је 1882. године у сабраним делима уредника П. Јефремова бајка била објављена према рукопису. У издањима за широку публику до почетка 20. века бајка је била објављивана у цензурираној верзији.
У доба СССР била је призната ауторска верзија, међутим Руска православна црква покушавала је да популаризује цензурисану верзију.